# 25-я дивизия подводных лодок
25-я Краснознамённая дивизия подводных лодок (25 ДиПЛ) — соединение подводных сил Тихоокеанского флота ВМФ СССР и России. Сформирована в 1973 году. Имеет на вооружении стратегические подводные лодки проекта 955(А) «Борей». Является основной частью морских стратегических ядерных сил России на Тихом океане.

## История соединения
В соответствии с директивой ГК ВМФ № 130/1/00157 от 06.02.1973, ГШ ВМФ № 730/1/00152 от 5 февраля 1973 началось формирование 25-й дивизии подводных лодок, завершённое 20 октября 1973 года, день объявлен годовым праздником соединения.
01.10.1973 началось, а 20 октября было завершено формирование управления дивизии подводных лодок в бухте Крашенинникова. Изначально в состав дивизии вошли атомные подводные лодки К-252, К-258, К-446, К-430, К-436, К-451 и четыре плавучие казармы ПКЗ-182, ПКЗ-2, ПКЗ-94, ПКЗ-155 для личного состава. Почти все АПЛ первоначального состава дивизии были переданы из 8-й дивизии подводных лодок, причём в это время ПЛ К-446 находилась в аварийном ремонте в заводе «Восток». Командиром дивизии был назначен капитан 1 ранга Г. Ф. Авдохин, начальником политического отдела капитан 1 ранга Б. В. Михайленко, начальником штаба капитан 1 ранга В. В. Привалов, заместителем командира дивизии капитан 1 ранга Н. Т. Иванов, заместителем командира по ЭМЧ капитан 2 ранга-инженер Ф. А. Клещев.
Управление дивизии размещалось на плавучей казарме ПКЗ-182, экипажи подводных лодок на ПКЗ-2, ПКЗ-94, ПКЗ-155.
Первая боевая служба дивизии на РПКСН проекта 667Б была выполнена К-З66 в январе 1976 года. На борту находились командующий Тихоокеанским флотом адмирал Маслов В. П. и командующий 2-й флотилией ПЛ вице-адмирал Громов Б. И.
В апреле 1975 года по плану учения «Океан-75» экипаж ПЛ К-252 под командованием капитана 2 ранга Р. Ходырева, выполнил ракетную стрельбу из удалённого района Тихого океана по морскому боевому полю с оценкой «отлично».
В октябре 1975 года второй экипаж ПЛ К-258 под командованием капитана 1 ранга Г. Марчука, (заместитель командира по политической части капитан 2 ранга Б. Русаков), совмещая государственные испытания с контрольно-серийными испытаниями ракетного оружия, выполнил ракетную стрельбу с фактическим пуском шести ракет, за которую была поставлена отличная оценка. Подобные ракетные стрельбы на флоте проводились впервые и получили высокую оценку государственной комиссии.
В июне 1975 года на учениях «Амур-75» экипаж ПЛ К-430 под командованием капитана 2 ранга В. Бондарева (командир БЧ-2 капитан-лейтенант В. Зимш, командир БЧ-1 капитан-лейтенант Е. Кузьмин), повторил результат своих предшественников с той лишь разницей, что на этот раз было выпущено 8 ракет. К экспериментальной стрельбе готовились долго, так как попытка на Северном флоте окончилась неудачей Экипаж под командованием капитана 2 ранга В. Бондарева в 1975 году занял первое место в ВМФ СССР по ракетной подготовке. По итогам боевой и политической подготовки за 1975 год дивизия заняла первое место во флотилии.
В 1976 году дивизия заняла лидирующее положение на флотилии, а экипаж капитана 1 ранга А. Семёнова стал лучшим по ракетной подготовке на Тихоокеанском флоте.
К 1979 году РПКСН проекта 667А были переданы обратно в 8-ю дивизию, а 25-я дивизия начала перевооружение на новые ПЛ проекта 667БДР, прибывавшие с Северного флота. Первыми в феврале-марте 1979 года совершили групповой переход на ТОФ по южному маршруту, через пролив Дрейка две ПЛ, К-455 (командир капитан 1 ранга И. Толстолыткин) и К-490 (командир капитан 1 ранга В. Кузнецов). В процессе перехода, в частности, была проверена эффективность работы космической навигационной системы «Шлюз».
С 1980 года было выполнено семь одиночных переходов РПКСН проекта 667БДР под арктическими льдами, первой переход совершила К-223 под командованием капитана 1 ранга Д. Н. Новикова. За мужество и героизм, проявленный при переходе подо льдами Арктики, командиру ПЛ К-223, первой прошедшей этим маршрутом, капитану 1-го ранга Д. Новикову было присвоено звание Героя Советского Союза.
По итогам 1980 года дивизия объявлена лучшей в Военно-Морском Флоте и награждена переходящим Красным Знаменем Военного Совета Военно-Морского Флота.
По итогам 1981 года дивизия объявлена передовым соединением на Тихоокеанском флоте и награждена переходящим Красным Знаменем Военного Совета Тихоокеанского флота.
В 1980-е годы, в условиях осложнения международного положения, перед дивизией были поставлены задачи по подготовке к учению «Патрулирование подо льдами и выполнение практических стрельб», которое успешно выполнил экипаж капитана 2 ранга Г. Пухова в 1984 году.
К 1988 году группировка РПКСН проекта 667БДР составила восемь единиц (девятая ПЛ К-449 прибыла в 1990 году), при этом в составе дивизии ещё длительное время оставались РПКСН проекта 667Б. Дивизия по своему составу и возможностям стала самой мощной на Тихоокеанском флоте.
В 1982 году прибывший Северным морским путём РПКСН К-180 (командир капитан 1-го ранга Марчук Г. Г.), выполнил ракетную стрельбу с оценкой «отлично».
В 1983 году дивизия была объявлена лучшей по ракетной подготовке в Военно-Морском флоте.
В 1990 году РПКСН под командованием капитана 1-го ранга Максимова С. П. посетил Председатель Верховного Совета РСФСР Б. Н. Ельцин.

### После 1991
В 1992—1993 годах ПЛ К-430 проекта 667АУ совершила несколько запусков по теме «Медуза»: в головной части запущенных ракет располагались биологические модули «Медуза», вырабатывающие интерфероны — ценное сырьё для производства лекарственных препаратов. 7 декабря 1992 года произошла неудачная попытка запуска, 9 декабря и в феврале 1993 года — успешные запуски.
В 2001 году первый экипаж ПЛ К-211 «Петропавловск-Камчатский» на ПЛ К-223 «Подольск» (командир капитан 1-го ранга Дмитриев В. А.) выполнил ракетную стрельбу практической ракетой с оценкой «отлично» и завоевал приз ГК ВМФ.
В 2003 году первый экипаж ПЛ К-223 «Подольск» на ПЛ К-506 «Зеленоград» (командир капитан 1-го ранга Хайдуков А. О.) выполнил ракетную стрельбу практической ракетой с оценкой «отлично» и также завоевал приз ГК ВМФ.
6 июня 2003 года боеготовность дивизии, способность выполнять задачи по прямому предназначению проверил начальник Генерального штаба ВС РФ генерал армии А. Квашнин. В ходе проверки начальник Генерального штаба совершил выход наПЛ К-506 «Зеленоград» с экипажем К-223 «Подольск» (командир капитан 1-го ранга А. Хайдуков, заместитель командира по воспитательной работе капитан 2-го ранга О. Тарнавский).
За достигнутые успехи в боевой подготовке в 2006 году приказом Министра обороны РФ дивизия была вновь объявлена лучшей в Вооружённых Силах РФ.
В 2007 году с экипажем ПЛ К-433-1 (командир капитан 1-го ранга Кравченко В. И.) встречался Президент РФ Путин В. В., который в это время посещал базу подводных лодок в г. Вилючинске.
В сентябре 2008 года боевой состав дивизии пополнился ещё одним кораблём проекта 667БДР. Совершив трансарктический переход Северным морским путём в базу подводных лодок в бухте Крашенинникова прибыла ПЛ К-44 «Рязань» (командир капитан 1-го ранга Стеланенко И. А.). Старшим на переходе был командир 31-й дивизии ПЛ СФ капитан 1-го ранга Моисеев А. А.
25 сентября 2008 года с подводниками дивизии встречался Президент РФ Медведев Д. А. и Министр обороны Сердюков А. Э. Они посетили ПЛ К-433 «Святой Георгий Победоносец».
В октябре 2008 года корабли дивизии приняли участие в больших учениях ВМФ России «Стабильность-2008», и в год 35-летия дивизии, второй экипаж ПЛ К-433 на ПЛ К-506 «Зеленоград» (командир капитан 1-го ранга Бадртдинов Р. Н., ЗКВР капитан 2-го ранга Колесников А. В., КБЧ-2 капитан 3-го ранга Кочетков Р.) выполнил ракетную стрельбу практической ракетой.
В 2013 году в состав дивизии включена РПКСН К-550 «Александр Невский» проекта 955 «Борей». Всего к 2020 году дивизия планировала иметь в своём составе 4 ПЛ проекта 955 «Борей».
19 декабря 2014 года в состав дивизии включена РПКСН К-551 «Владимир Мономах» проекта 955 «Борей». В течение 2015 года подводные лодки К-551 «Владимир Мономах» и К-550 «Александр Невский» должны войти в состав сил постоянной готовности.

## Состав
В составе дивизии в разное время находились ПЛ проектов 667АУ «Налим», 667Б «Мурена», 667БДР «Кальмар». По состоянию на 2025 год дивизия вооружена подводными лодками проектов 955 «Борей» и 955А «Борей-А».
| Наименование                       | Проект                         | Изображение              | Предыдущая служба        | Период в строю       | Примечание                |
| ---------------------------------- | ------------------------------ | ------------------------ | ------------------------ | -------------------- | ------------------------- |
| К-252                              | РПКСН проекта 667АУ «Налим»    |                          | Переданы из 8-й ДиПЛ     | 1973—1979            | Переданы в 8-ю ДиПЛ       |
| К-258                              | РПКСН проекта 667АУ «Налим»    | 1973—1980                | Переданы из 8-й ДиПЛ     |                      | Переданы в 8-ю ДиПЛ       |
| К-446                              | РПКСН проекта 667АУ «Налим»    | 1973—1979                | Переданы из 8-й ДиПЛ     |                      | Переданы в 8-ю ДиПЛ       |
| К-451                              | РПКСН проекта 667АУ «Налим»    | 1973—1976                | Переданы из 8-й ДиПЛ     |                      | Переданы в 8-ю ДиПЛ       |
| К-436                              | РПКСН проекта 667АУ «Налим»    | 1974—1979                | Переданы из 8-й ДиПЛ     |                      | Переданы в 8-ю ДиПЛ       |
| К-430                              | РПКСН проекта 667АУ «Налим»    | 1975—1976                | Переданы из 8-й ДиПЛ     |                      | Переданы в 8-ю ДиПЛ       |
| К-171                              | РПКСН проекта 667Б «Мурена»    |                          | Передана из 41-й ДиПЛ СФ | 1976—1994            | Переданы в 26-ю ДиПЛ      |
| К-366                              | РПКСН проекта 667Б «Мурена»    | Построены («ЗЛК»)        | 1975—1993                |                      | Переданы в 26-ю ДиПЛ      |
| К-417                              | РПКСН проекта 667Б «Мурена»    | Построены («ЗЛК»)        | 1975—1984                | Переданы в 21-ю ДиПЛ |                           |
| К-477                              | РПКСН проекта 667Б «Мурена»    | Построены («ЗЛК»)        | 1976—1979                | Переданы в 21-ю ДиПЛ |                           |
| К-530                              | РПКСН проекта 667Б «Мурена»    | Передана из 21-й ДиПЛ    | 1981—1995                | Передана в 26-ю ДиПЛ |                           |
| К-455                              | РПКСН проекта 667БДР «Кальмар» |                          | Построен («Севмаш»)      | 1979—2000            | Выведены из состава флота |
| К-490                              | РПКСН проекта 667БДР «Кальмар» |                          | Переданы из 13-й ДиПЛ СФ | 1979—2003            | Выведены из состава флота |
| К-223 «Подольск»                   | РПКСН проекта 667БДР «Кальмар» |                          | Переданы из 13-й ДиПЛ СФ | 1980—2017            | Выведены из состава флота |
| К-506 «Зеленоград»                 | РПКСН проекта 667БДР «Кальмар» |                          | Переданы из 13-й ДиПЛ СФ | 1981—2010            | Выведены из состава флота |
| К-211 «Петропавловск-Камчатский»   | РПКСН проекта 667БДР «Кальмар» |                          | Переданы из 13-й ДиПЛ СФ | 1984—2010            | Выведены из состава флота |
| К-180                              | РПКСН проекта 667БДР «Кальмар» |                          | Переданы из 13-й ДиПЛ СФ | 1982—1995            | Выведены из состава флота |
| К-433 «Святой Георгий Победоносец» | РПКСН проекта 667БДР «Кальмар» |                          | Переданы из 13-й ДиПЛ СФ | 1983—2021            | Выведены из состава флота |
| К-441                              | РПКСН проекта 667БДР «Кальмар» |                          | Переданы из 13-й ДиПЛ СФ | 1988—1995            | Выведены из состава флота |
| К-449                              | РПКСН проекта 667БДР «Кальмар» |                          | Переданы из 31-й ДиПЛ СФ | 1990—2001            | Выведены из состава флота |
| К-44 «Рязань»                      | РПКСН проекта 667БДР «Кальмар» |                          | Переданы из 31-й ДиПЛ СФ | 2008—2022            | Выведены из состава флота |
| К-550 «Александр Невский»          | РПКСН проекта 955 «Борей»      |                          | Построены («Севмаш»)     | 2013—н. в.           | В строю                   |
| К-551 «Владимир Мономах»           | РПКСН проекта 955 «Борей»      |                          | Построены («Севмаш»)     | 2014—н. в.           | В строю                   |
| К-552 «Князь Олег»                 | РПКСН проекта 955А «Борей-А»   | К-552 на Северном флоте  | Построены («Севмаш»)     | 2021—н. в.           | В строю                   |
| К-553 «Генералиссимус Суворов»     | РПКСН проекта 955А «Борей-А»   | К-553 прибыл на Камчатку | Построены («Севмаш»)     | 2022—н. в.           | В строю                   |
| К-554 «Император Александр III»    | РПКСН проекта 955А «Борей-А»   | К-554 в 2024 году        | Построены («Севмаш»)     | 2023—н. в.           | В строю                   |

## Командиры
- контр-адмирал Авдохин Геннадий Фёдорович (1973—1976)
- контр-адмирал Привалов Виталий Владимирович[6][7][8] (1976—1979)
- контр-адмирал Смирнов Геннадий Михайлович (1979—1982)
- контр-адмирал Еременко Анатолий Павлович (1982—1985)
- контр-адмирал Рогунов Валерий Александрович (1985—1987)
- контр-адмирал Бедердинов, Владимир Арифуллович (1987—1990)
- вице-адмирал Ильин, Владислав Алексеевич (1990—1993)
- контр-адмирал Гольдибаев Владимир Викторович (1993—1997)
- контр-адмирал Симинкович Вячеслав Михайлович (1997—1999)
- контр-адмирал Толстых Александр Александрович (1999—2002)
- контр-адмирал Маклов Константин Геннадьевич (2002—2004)
- контр-адмирал Евменов, Николай Анатольевич (2004—2006)
- контр-адмирал Рекиш, Сергей Григорьевич (2006—2009)
- контр-адмирал Дмитриев Владимир Александрович (2009—2013)
- контр-адмирал Казаков Валерий Владимирович (2013—2018)
- контр-адмирал Сысуев Алексей Юрьевич (2018—2023)
- капитан 1-го ранга Нестеров Дмитрий Владимирович (2023[9]—н. в.)